# Caiman negre
El caiman negre (Melanosuchus niger) és una espècie de rèptil crocodilià de la família dels al·ligatòrids. Viu a Bolívia, el Brasil, Colòmbia, l'Equador, la Guaiana Francesa, Guyana, el Perú i, possiblement, Veneçuela.
És l'única espècie vivent del gènere Melanosuchus. Presenta un característic color negre i habita en l'Amazònia. Arriben a mesurar 7 metres, per la qual cosa poden devorar animals com ara cèrvids o capibares, i fins i tot tapirs i altres mamífers grossos.